# Метт Ремпе
Метт Ремпе (англ. Matt Rempe; нар. 29 червня 2002, Калгарі) — канадський хокеїст, центральний нападник клубу НХЛ «Нью-Йорк Рейнджерс».

## Ігрова кар'єра
Хокейну кар'єру розпочав 2018 року виступами на юніорському рівні за команду «Спрус-Гроув Сейнтс» (АЮХЛ), також грав за «Сіетл Тандербердс» (ЗХЛ).
2020 року був обраний на драфті НХЛ під 165-м загальним номером командою «Нью-Йорк Рейнджерс».
З сезону 2022–23 виступав за фарм-клуб «Рейнджерс» «Гартфорд Вулф Пек» (АХЛ).
8 лютого 2024 року, Метт провів свою першут гру в НХЛ за клуб «Нью-Йорк Рейнджерс». 24 лютого Ремпе відкрив лік закинутим шайбам в переможній грі 2–1 проти команди «Філадельфія Флаєрс». 21 квітня Метт забив свій перший гол на стадії плей-оф в матчі проти «Вашингтон Кепіталс».
У сезоні 2024–25 Ремпе провів лише 42 гри в складі «рейнджерів». 18 матчів відіграв за «Гартфорд Вулф Пек».

## Статистика
| Сезон        | Клуб                 | Ліга         | Регулярний сезон | Регулярний сезон | Регулярний сезон | Регулярний сезон | Регулярний сезон | Плей-оф | Плей-оф | Плей-оф | Плей-оф | Плей-оф |
| Сезон        | Клуб                 | Ліга         | І                | Г                | П                | О                | ШХ               | І       | Г       | П       | О       | ШХ      |
| ------------ | -------------------- | ------------ | ---------------- | ---------------- | ---------------- | ---------------- | ---------------- | ------- | ------- | ------- | ------- | ------- |
| 2018–19      | «Спрус-Гроув Сейнтс» | АЮХЛ         | 43               | 4                | 8                | 12               | 32               | 8       | 0       | 1       | 1       | 0       |
| 2019–20      | «Сіетл Тандербердс»  | ЗХЛ          | 47               | 12               | 19               | 31               | 53               | —       | —       | —       | —       | —       |
| 2020–21      | «Спрус-Гроув Сейнтс» | АЮХЛ         | 2                | 0                | 0                | 0                | 2                | —       | —       | —       | —       | —       |
| 2020–21      | «Сіетл Тандербердс»  | ЗХЛ          | 8                | 1                | 4                | 5                | 12               | —       | —       | —       | —       | —       |
| 2021–22      | «Сіетл Тандербердс»  | ЗХЛ          | 56               | 17               | 6                | 23               | 93               | 24      | 8       | 4       | 12      | 10      |
| 2022–23      | «Гартфорд Вулф Пек»  | АХЛ          | 53               | 6                | 4                | 10               | 87               | —       | —       | —       | —       | —       |
| 2023–24      | «Гартфорд Вулф Пек»  | АХЛ          | 43               | 8                | 4                | 12               | 96               | —       | —       | —       | —       | —       |
| 2023–24      | «Нью-Йорк Рейнджерс» | НХЛ          | 17               | 1                | 1                | 2                | 71               | 11      | 1       | 0       | 1       | 10      |
| 2024–25      | «Нью-Йорк Рейнджерс» | НХЛ          | 42               | 3                | 5                | 8                | 67               | —       | —       | —       | —       | —       |
| 2024–25      | «Гартфорд Вулф Пек»  | АХЛ          | 18               | 3                | 2                | 5                | 22               | —       | —       | —       | —       | —       |
| Усього в НХЛ | Усього в НХЛ         | Усього в НХЛ | 59               | 4                | 6                | 10               | 138              | 11      | 1       | 0       | 1       | 10      |